# 田口和行
田口 和行（たぐち かずゆき、1982年7月30日 - ）は、日本の現代音楽作曲家。

## 人物
鹿児島県鹿屋市出身。鹿児島県立鹿屋高等学校卒業、鹿児島大学教育学部数学専修中退。独学で作曲を学ぶ。
高校時代はシンガーソングライターを志しており、文化祭等で自作を披露していた。
高校時代からの友人が書いた詞を作曲歌唱したことで（シンガーソングライターとは別の）、曲単体での表現の方法に触れたことが岐路となり現代音楽作曲家を志すようになる。
自身、『THE IDOLM@STER』や『プリキュアシリーズ』などアニメのファンである事を公言しており、公式ツイートの大半はその話題である。特に、プリキュアについては、アニメのＴＶ放送時にツイートされる「じゃんけん」の件が音楽関係者の間で話題となる事がある。

## 受賞歴
- スクウェア（現：スクウェア・エニックス）植松ラヂヲ「第1回アレンジ道場」ノビヨ賞（2002／審査員長：植松伸夫）
- 第26回日本現代音楽協会作曲新人賞富樫賞（2009／審査員長：堤剛）
- 第2回広島作曲コンクール（大学生・一般部門）第1位（2010／審査員長：植野洋美）
- 第27回日本現代音楽協会作曲新人賞入選（2010／審査員長：糀場富美子）
- 上田希リサイタル「毒っとクラリネット！」公募選出作品第1位（2010／審査員長：湯浅譲二）
- eX.16「マグナムトリオ、現代音楽を吹き飛ばす。」公募招待作品（2011／主催：川島素晴、山根明季子）
- 日本現代音楽協会アンデパンダン展招待作品（2011）

## 作風
- 主に、作曲に当たる上で影響を受けた物事や委嘱した演奏家に関する情報等を数理的理論に基づいた独自のシステムによって音楽として表現する手法を用いる。更には、運指等演奏時の物理的要素を、システムを用いて音高として読み替える等の例もあり、数理的アプローチが作品の随所に見られる。この数理的なアプローチを用いる事については数学者・小平邦彦、作曲家・松平頼暁らの言葉に影響を受けていると自身の公式ブログにて記している。
- 数理的アプローチを用いるものの、そこに独自のシステムや感覚を用いる事により、過度に機械的な音響になるのを避けている。このバランス感覚に基づいて作られる「美」や「カッコよさ」が、聴衆や様々な演奏家から支持されている。
- 大半の作品がタイトルから決められ、作品の具体的な内容を方針付けている。
- 自身、「音楽の文法」にて作曲する事を強く意識している。主に楽曲の構成についての方針ではあるが、特殊奏法についてもこの「音楽の文法」から乖離しないよう慎重に扱っている。

## 主要作品
括弧内は初演場所及び初演年

### アンサンブル、室内楽作品
- マンドリン協奏曲『六花』 (東京 2012) リベルテマンドリンオーケストラ委嘱作品
- クローバー・バランス (鹿児島 2010、改訂版 鹿児島 2012) クローバーフルートアンサンブル委嘱作品
- スパークリング (兵庫 2012) 「Trio Ku」委嘱作品
- 虹蛇 (鹿児島 2012)
- Daydream Dance Ib (鹿児島 2012)
- 爪紅 (名古屋 2012) 曽我部清典委嘱作品
- tan5° (東京 2011)
- initiation (東京 2011) eX.16「マグナムトリオ、現代音楽を吹き飛ばす。」公募招待作品
- Astra polorum～『モンテヌス写本』より (東京 2011) 「低音デュオ」委嘱作品
- Daydream Dance I (鹿児島 2011)
- Reflectors (鹿児島 2011)
- in the dark (東京 2010) 第27回日本現代音楽協会作曲新人賞入選作品
- 椿 (広島 2010) 第2回広島作曲コンクール（大学生・一般部門）第1位受賞作品
- 葉桜 (東京 2009) 第26回日本現代音楽協会作曲新人賞富樫賞受賞作品

### ソロ作品
- 雫 (鹿児島 2010、改訂版 石川 2012)
- moonlight dancer (東京 2012) 會田瑞樹委嘱作品
- かぎろい (東京 2012) 山田岳委嘱作品
- a frozen doll (2012) 「望月豪×橋爪皓佐 ジョイントリサイタル　Plink Plank Plunk!」委嘱作品
- 楓 (広島 2011)
- -ade (大阪 2010) 上田希リサイタル「毒っとクラリネット！」公募選出作品第1位 日本現代音楽協会アンデパンダン展招待作品(2011)

### 邦楽器作品
- あわてことやのあわてとこや (大阪 2011) 「Dual KOTO×KOTO」委嘱作品
- 夜想曲 (鹿児島 2011)

## 出版
括弧内は出版社及び出版年

### アンサンブル、室内楽作品
- Daydream Dance I（Edition Tre Fontane；2012）